# Pendant

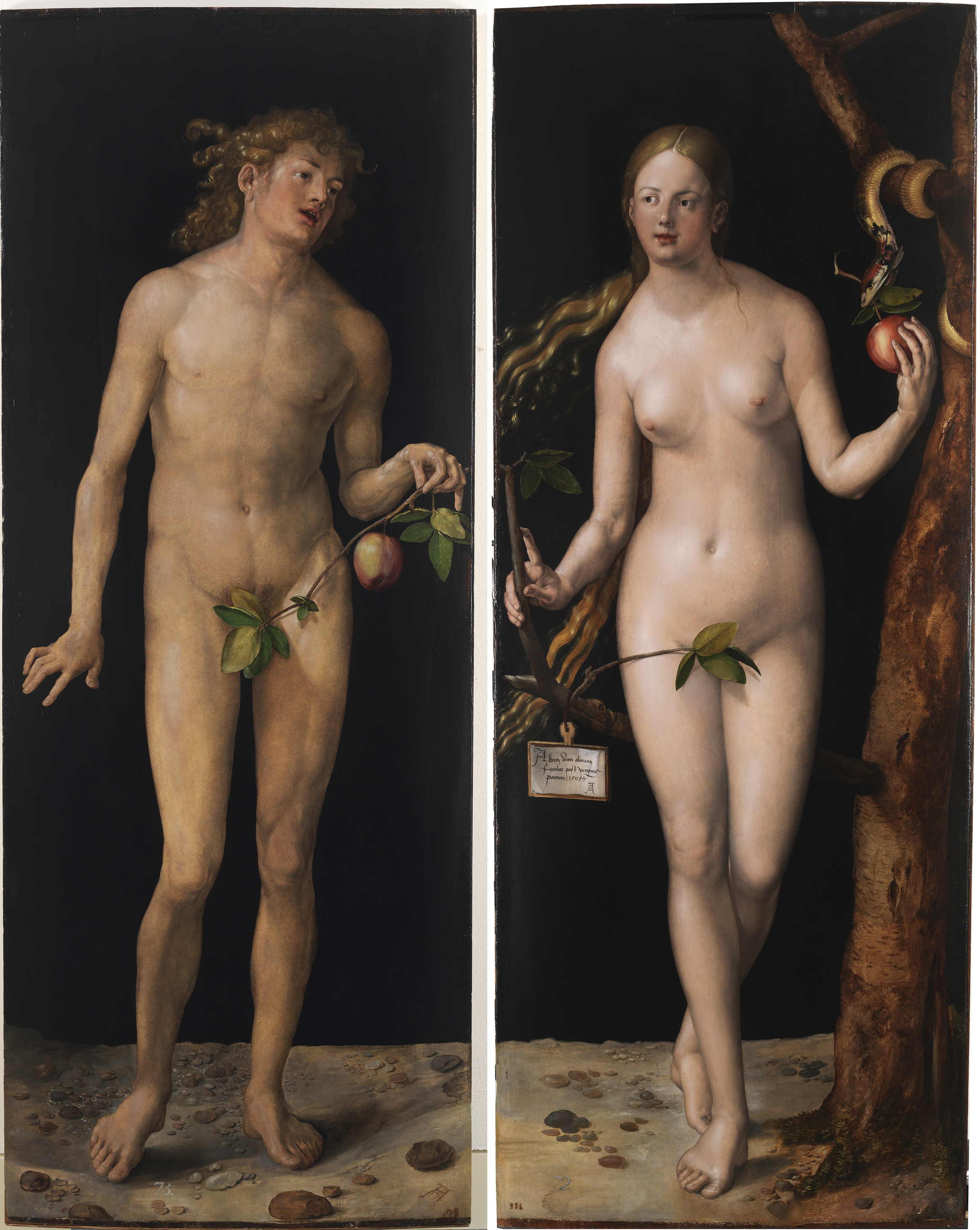
Pendanty Adam i Ewa Albrechta Dürera eksponowane w Prado

Pendant (XVIII w. fr. pendant – zawieszony, łac. pendere – zawiesić) – dzieło sztuki tworzące harmonijną parę z innym dziełem, uzupełniającą się nawzajem pod względem kompozycji i stylu.
Przykładami pendantów w malarstwie są m.in.:
- Adam i Ewa – obrazy Albrechta Dürera,
- Dwa krzesła – obrazy Vincenta van Gogha[3],
- Portret Diego de Covarrubias i Portret Antonia de Covarrubias – bracia sportretowani przez El Greca[4],
- Portret Marii Teresy de Vallabriga i Portret infanta Ludwika Antoniego – małżeństwo sportretowane przez Goyę[5].